# Burg Rožmitál
Die Burg Rožmitál (deutsch Burg Rosental) befindet sich bei der Stadt Rožmitál pod Třemšínem im Okres Příbram, Tschechien.

## Geschichte
In den Jahren 1230 bis 1250 baute der Urahne des Geschlechts Lev von Rosental, Ulrich von Rosental aus dem Geschlecht der von Busitz (Buzický z Buzic) auf einer Anhöhe oberhalb des damaligen Sumpfgebietes seine Festung. Diese diente in späteren Jahren der Familie als Herrschafts- und Verwaltungssitz.
Die Burg war durch dicke Mauern und Bollwerken befestigt, im Norden war sie durch einen Teich geschützt. Dieser versorgte gleichzeitig die Burggräben mit Wasser. Die Burg selbst war nur über Hängebrücken zugänglich. 1565 wurde die Festung in ein Schloss umgebaut, zu dem ein großer Garten gehörte, daneben eine Kapelle, eine Bäckerei, Brauerei, Mälzerei, Silos, Bienenstöcke, ein Hopfengarten und eine Bierschenke.
1347 schenkte Sezem von Rosental auf Betreiben seiner Frau die Hälfte der Burg dem Erzbistum Prag. Während der Hussitenkriege nutzten die Rosentaler die Schwäche des Erzbistums und holten sich das Eigentum an der gesamten Burg und den Ländereien wieder zurück.
Im 16. Jahrhundert ging die Burg durch Florian Griespek von Griespach an die bayerischen Adelsfamilie Griesberg von Griesbach über. Nach der Schlacht am Weißen Berg wurde das Vermögen der nichtkatholischen Familie  konfisziert und in das Eigentum des Erzbistums zurückgeführt.
Nach 1623 wurde im Schloss eine Brauerei eröffnet, das Schloss als Herrschaftssitz verlor an Bedeutung und verkam. Im Jahre 1941 wurde die Brauerei geschlossen und seitdem nicht mehr in Betrieb genommen. Diese renovierte in den Jahren 1949 bis 1950 das Gebäude und stellte es ihren Angestellten und Arbeitern als Wohnraum zur Verfügung. Ab 1970 kümmerten sich Denkmalschützer um die zum Teil verfallenen Gebäude.
Derzeit gehört der größte Teil des Areals einer Privatperson. Das Schloss ist nicht ständig, aber für besondere Veranstaltungen geöffnet.

Burg Rosental, 1890
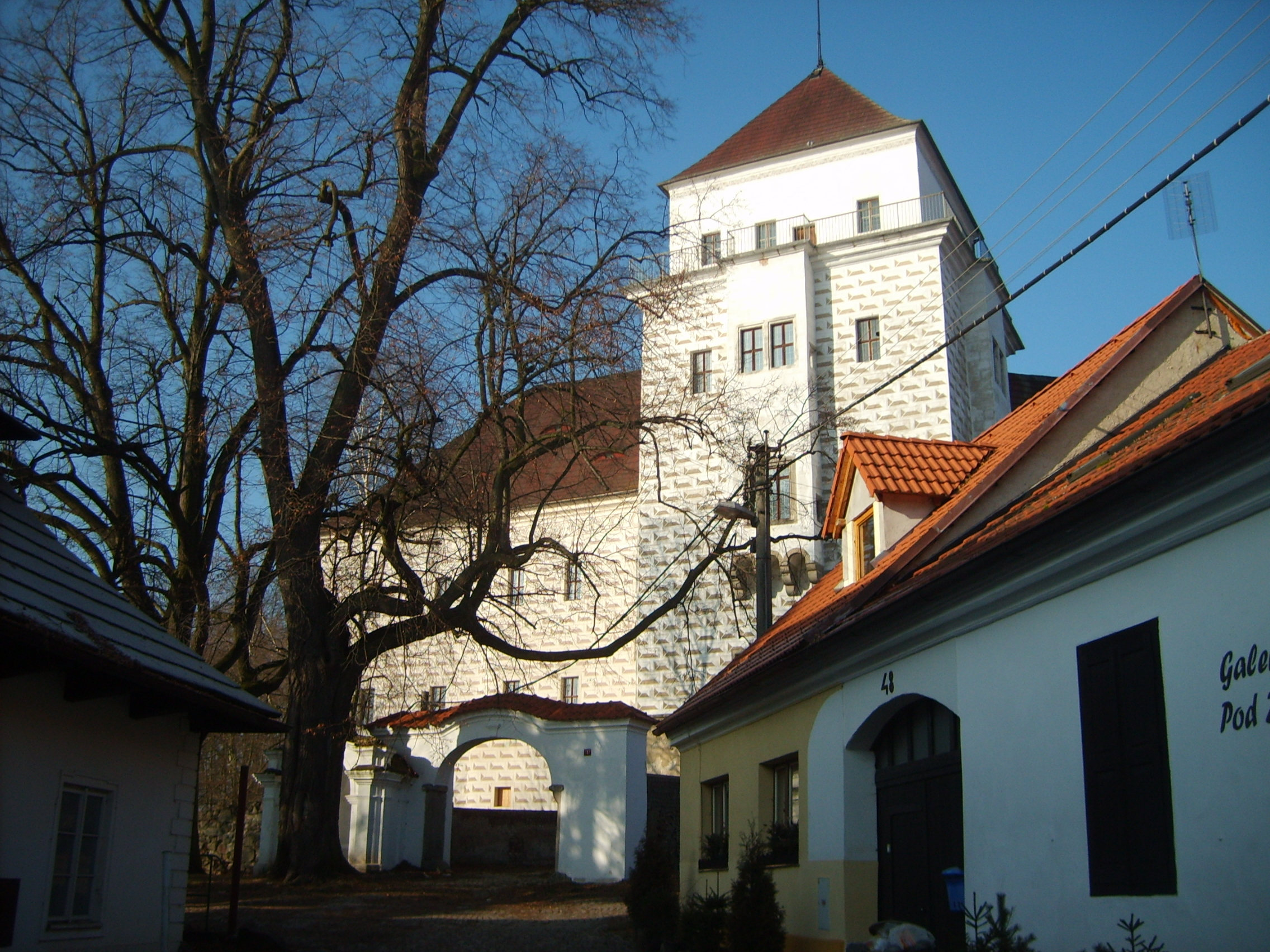
Burg Rosental
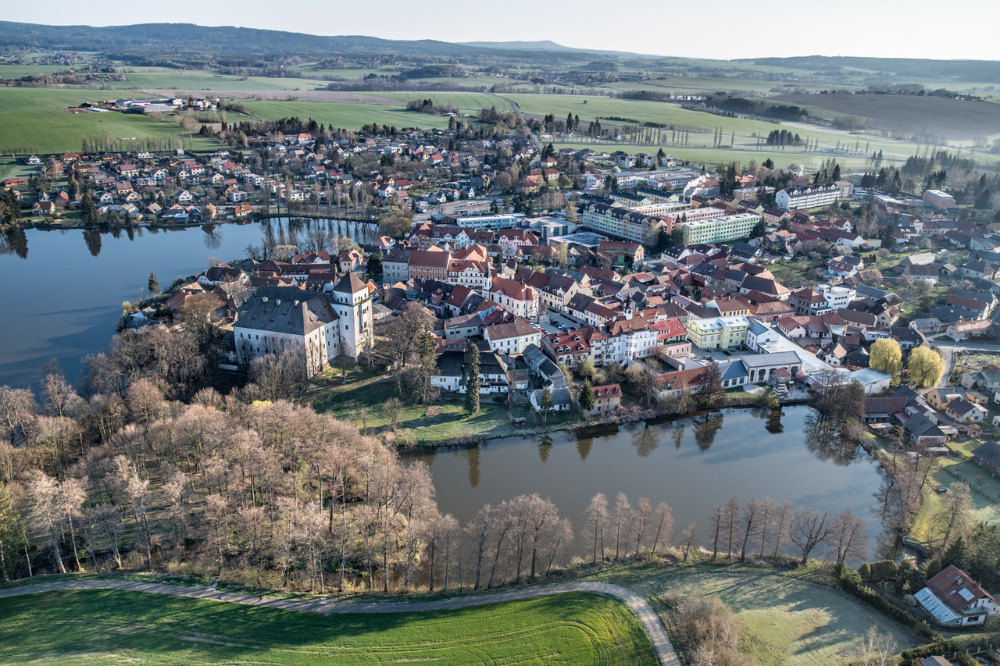
Burg Rosental und Umgebung